# Karolína Grohová
Karolína Grohová (* 21. November 1990 in Dvůr Králové nad Labem) ist eine tschechische Skilangläuferin.

## Werdegang
Grohová nimmt seit 2009 vorwiegend am Slavic Cup teil. Dabei holte sie bisher vier Siege und belegte in der Saison 2012/13 den fünften Rang in der Gesamtwertung (Stand:28. April 2017). Ihr erstes Weltcuprennen lief er im Januar 2011 in Liberec, welches sie mit dem 29. Platz im Sprint beendete und damit ihre ersten Weltcuppunkte gewann. Bei den nordischen Skiweltmeisterschaften 2013 im Val di Fiemme belegte sie den 34. Platz im Sprint und der 12. Platz in der Staffel. Bei den Olympischen Winterspielen 2014 in Sotschi erreichte sie den 38. Platz im Sprint und den zehnten Rang in der Staffel. Im Januar 2015 gewann sie bei der Winter-Universiade 2015 in Štrbské Pleso Bronze im Mixed Teamsprint. Ihre beste Platzierung bei den nordischen Skiweltmeisterschaften 2015 in Falun war der 38. Platz im 30-km-Massenstartrennen. Nach Platz 54 bei der Weltcup Minitour in Lillehammer zu Beginn der Saison 2016/17, wurde sie bei den tschechischen Meisterschaften in Nové Město jeweils Zweite über 5 km klassisch und im Sprint. Bei den nordischen Skiweltmeisterschaften 2017 in Lahti belegte sie den 33. Platz im Sprint und zusammen mit Sandra Schützová den 12. Rang im Teamsprint. Im März 2017 errang sie beim Bieg Piastów den zweiten Platz. Bei den Olympischen Winterspielen 2018 in Pyeongchang lief sie auf den 43. Platz im Sprint und auf den 11. Rang mit der Staffel.

## Siege bei Continental-Cup-Rennen
| Nr. | Datum            | Ort           | Disziplin        | Serie      |
| --- | ---------------- | ------------- | ---------------- | ---------- |
| 1.  | 25. Februar 2011 | Nové Město    | Sprint klassisch | Slavic Cup |
| 2.  | 7. Januar 2012   | Štrbské Pleso | Sprint Freistil  | Slavic Cup |
| 3.  | 2. Februar 2013  | Wisla         | Sprint klassisch | Slavic Cup |
| 4.  | 23. Februar 2013 | Hirschau      | Sprint Freistil  | Alpencup   |
| 5.  | 11. März 2017    | Harrachov     | Sprint klassisch | Slavic Cup |

## Teilnahmen an Weltmeisterschaften und Olympischen Winterspielen

### Olympische Spiele
- 2014 Sotschi: 9. Platz Staffel, 37. Platz Sprint Freistil
- 2018 Pyeongchang: 11. Platz Staffel, 43. Platz Sprint klassisch

### Nordische Skiweltmeisterschaften
- 2013 Val di Fiemme: 12. Platz Staffel, 34. Platz Sprint klassisch
- 2015 Falun: 38. Platz 30 km klassisch Massenstart, 42. Platz Sprint klassisch, 43. Platz 15 km Skiathlon, 55. Platz 10 km Freistil
- 2017 Lahti: 12. Platz Teamsprint klassisch, 33. Platz Sprint Freistil